# 王翰臣
王翰臣（1464年—？年），字文佐，四川順慶府渠縣人，民籍。

## 生平
九月初四日生，行一，治《易經》，由國子生中式辛酉四川鄉試第六十二名舉人，年五十四歲中式正德十二年丁丑科會試第二百二十四名，第三甲第一百三十六名進士。都察院观政，授户部主事、员外，升福建運同，卒。

## 家族
曾祖王原；祖王子明；父王琛；母何氏；繼母王氏。具慶下，妻李氏，弟拱臣；親臣；守臣；畿臣；甸臣。